# Paridris tenuis
Paridris tenuis är en stekelart som först beskrevs av Nixon 1933.  Paridris tenuis ingår i släktet Paridris och familjen Scelionidae. Inga underarter finns listade i Catalogue of Life.